# Pedro Gutiérrez de los Ríos y Aguayo
Pedro Gutiérrez de los Ríos y Aguayo o simplemente Pedro de los Ríos (Córdoba, Corona castellana, ca. 1496 – ib., Corona de España, noviembre de 1549) fue un noble español que se licenció en Leyes hacia 1516, luego fue veinticuatro de Córdoba y se convirtió en el III señor de Las Ascalonias. Posteriormente viajó a la América española para ocupar el cargo de gobernador de Castilla del Oro en Tierra Firme desde 1526 a 1529 y se convertiría en militar de las guerras civiles entre los conquistadores del Perú.

## Biografía hasta ser señor de Las Ascalonias

### Origen familiar y primeros años
Pedro Gutiérrez de los Ríos y Aguayo había nacido hacia 1496 en la ciudad de Córdoba, en uno de los reinos de los cuatro de Andalucía que formaban parte de la entonces Corona castellana. Sus padres fueron Diego Gutiérrez de los Ríos y Hoces (n. ca. 1440), II señor de Las Ascalonias y veinticuatro de Córdoba, que sirvió a los Reyes Católicos en las guerras de reconquista de Granada desde 1482 y que capitularon la ciudad de Granada el 25 de noviembre de 1491, celebrándose la toma y entrega de la misma el 2 de enero de 1492, y su esposa Elvira Gutiérrez de Aguayo y Montemayor (n. ca. 1460).

La Corona de Castilla y los reinos que la conformaban, desde 1492 hasta 1516.

Sus abuelos paternos eran Diego Gutiérrez de los Ríos y Venegas, I señor de Las Ascalonias en 1441 y veinticuatro de Córdoba, y su esposa María Carrillo de Hoces (n. ca. 1451), una hija a su vez de Pedro González de Hoces (n. ca. 1421) y de María Carrillo (n. ca. 1431). Sus abuelos maternos eran Fernando de Aguayo Cárcamo (n. ca. 1446) y Aldonza de Montemayor (n. ca. 1456).
Además Pedro siendo el segundogénito tenía por lo menos dos hermanos, Gonzalo Gutiérrez de los Ríos (n. ca. 1498), caballero de la Orden de Calatrava, comendador de Jimena y fundador del hospital de San Andrés de Córdoba, y Diego Gutiérrez de los Ríos y Aguayo, I señor de La Moyana desde 1551, teniente de gobernador de Panamá y corregidor de Potosí, quien en segundas nupcias se enlazó con Beatriz Lasso de Mendoza Luna y Saavedra, una hija de Juan de Luna y Saavedra (n. Córdoba, ca. 1450), caballero comendador de la Orden de Santiago, alcaide y capitán general de Melilla, y de Francisca Lasso de Mendoza (n. ca. 1460), cuyos padres fueran Íñigo López de Mendoza, II duque del Infantado y III marqués de Santillana, y María de Luna y Pimentel.
Sus dos sobrinos que también pasaron a la América española eran Francisca Gutiérrez de los Ríos y Lasso de Mendoza que se unió en matrimonio con Gonzalo Martel de la Puente y Guzmán, XI señor de Almonaster, que había sido tesorero de Castilla de Oro desde principios de 1532 hasta enero de 1535, y que en la sucesora gobernación de Tierra Firme fuera regidor en 1542 y alcalde de Panamá en 1543, cuya hija Luisa Martel de los Ríos y Mendoza se casaría con el adelantado Jerónimo Luis de Cabrera, y el otro sobrino era el II señor de la Moyana, llamado Diego Gutiérrez de los Ríos y Lasso de Mendoza (n. ca. 1510) que se enlazó con la sevillana Catalina de la Cerda y Cabrera.

### Licenciado en Leyes y señor de Las Ascalonias
Pedro se graduó de licenciado en Leyes hacia 1516, al tiempo que se unían definitivamente las Coronas de Castilla y de Aragón, nombrándosela como Reino de España con el autoproclamado soberano Carlos I. Luego fue nombrado "caballero veinticuatro" de Córdoba, contemporáneamente a que dicho rey español fuera nombrado por los príncipes electores como emperador del Sacro Imperio Romano Germánico con el nombre de Carlos V, y por mayorazgo Gutiérrez de los Ríos se convirtió en III señor de Las Ascalonias.

## Gobernador de Castilla del Oro

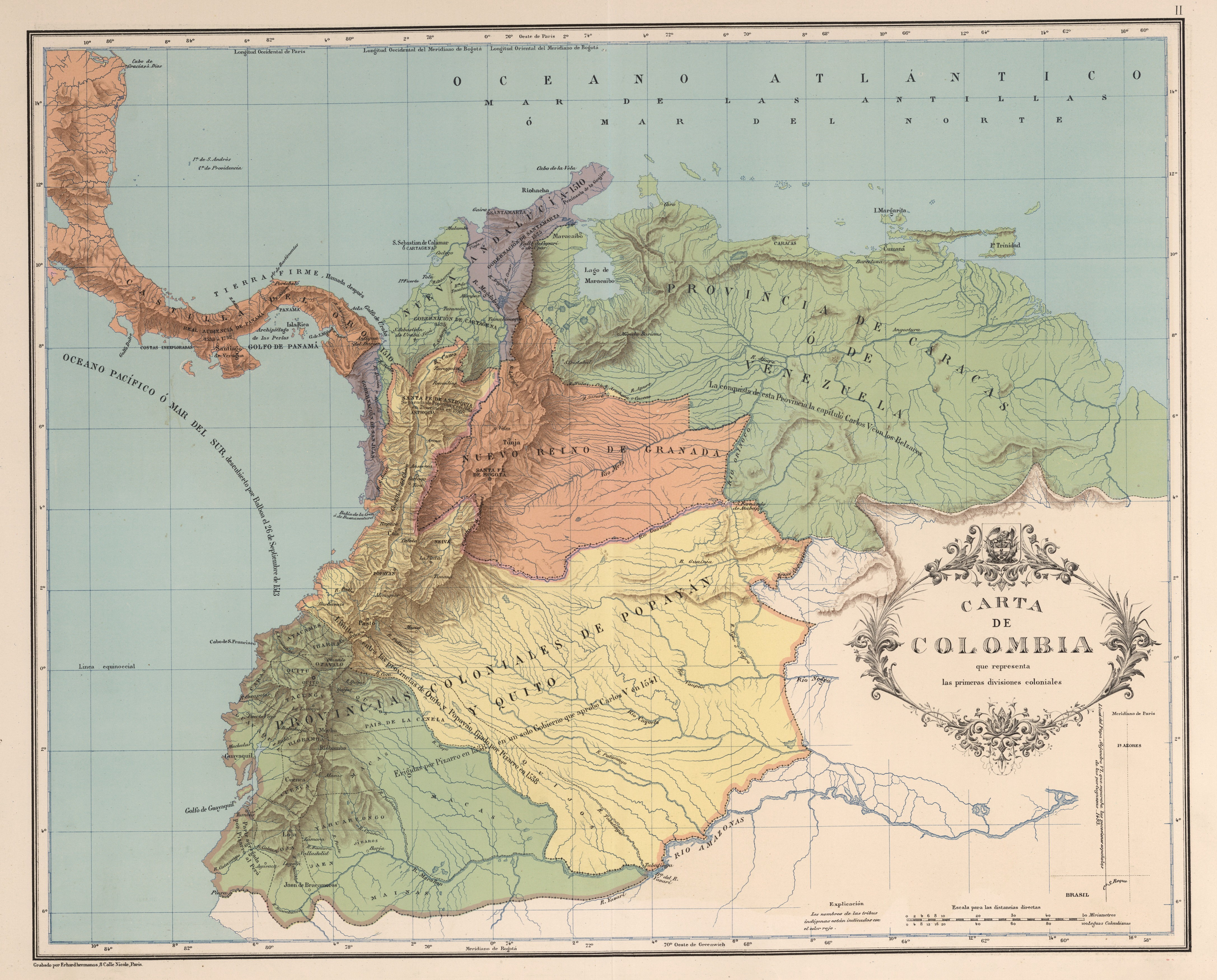
Las gobernaciones de Castilla de Oro y de Nueva Andalucía en 1539, divisiones coloniales del primigenio y nominal Reino de Tierra Firme.

### Viaje a la América española con su familia
A principios de 1525 fue enviado a la América española como representante imperial con facultad de hacer juicio de residencia a su predecesor Pedro Arias Dávila, por lo cual embarcó con su esposa, su hija Leonor, su yerno y sus sobrinos Pedro y Diego Gutiérrez de los Ríos y Lasso de Mendoza, adonde llegaron escoltados por la artillería al mando de Pedro de Candia.

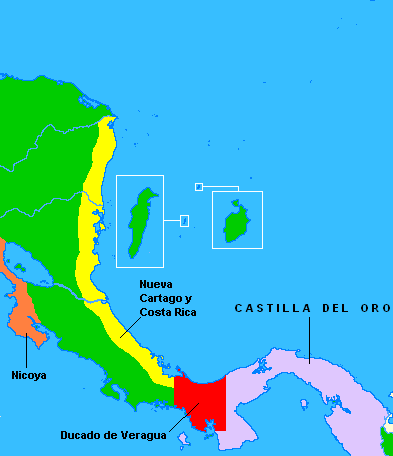
Mapa de Centroamérica continental en los primeros tiempos de la colonización española:
LILA: la gobernación de Castilla del Oro de Tierra Firme u oriental desde 1537, ya que se le quitó una porción costera pacífica para conformar el ducado que subsigue.
ROJO: el nuevo Ducado de Veragua.
VERDE: el litoral pacífico de Castilla de Oro occidental (y también las gobernaciones de Nicaragua y de Honduras).
AMARILLO: la gobernación de Veragua Real.
VERDE inferior y AMARILLO: fueron unidos en 1540 para conformar la nominal gobernación de Nueva Cartago y Costa Rica pero pasó a ser alcaldía mayor en 1543.
NARANJA: la tenencia de gobierno de Bruselas con la península de Nicoya, que existió desde 1524 hasta 1542, pero que en 1529 había pasado de Castilla del Oro a la ya citada gobernación de Nicaragua.

### Nombramiento como gobernador
Posteriormente fue nombrado gobernador de Castilla del Oro, en mayo de 1526, que abarcaba el sureste de Centroamérica y el extremo noroeste de Sudamérica, extendiéndose desde el golfo de Urabá —al oeste de la actual Colombia— hasta las vecindades del río Belén, en donde se iniciaba la gobernación de Veragua (la cual comprendía la costa caribeña de las actuales Nicaragua y Costa Rica y parte de la de Panamá, que estaba en litigio entre la Corona y la familia Colón).
Tomó posesión del cargo en julio de ese año, y después se trasladó al territorio de Nicaragua que estaba siendo administrado temporalmente como una dependencia de Castilla del Oro, dado que estaba en proceso de ser declarado de forma oficial como una gobernación o provincia.
Desde el año 1526 (hasta 1538), las gobernaciones de Castilla del Oro, Honduras, incluso la de Veragua que estaba reclamada por la familia Colón a la Corona española, así como el territorio nicaragüense, todas las demás gobernaciones y demás "reinos de Indias" dependían de la Real Audiencia de Santo Domingo.
En 1527, la Corona creó oficialmente la provincia de Nicaragua en los territorios de la vertiente del Pacífico, nombrando como su primer gobernador a Pedro Arias Dávila —quien hizo prisionero a Diego López de Salcedo, gobernador de facto de Nicaragua—. En ese tiempo aún no incluía los territorios de la vertiente del Caribe, dado que entonces formaban parte de la llamada gobernación de Veragua.
Se solicitó establecer si el territorio de la villa de Bruselas (actualmente en Costa Rica), pertenecía a la provincia de Nicaragua o permanecía bajo la autoridad de Castilla del Oro. Una real cédula del 21 de abril de 1529 resolvió el conflicto a favor de la provincia de Nicaragua, cuando ya la villa de Bruselas había dejado de existir.

### Fin del mandato y viaje a España
Sin embargo, Diego López de Salcedo y Rodríguez, gobernador de Honduras, se presentó en la ciudad de León y sin autorización de la Corona, le obligó a retirarse del territorio y regresar a Castilla del Oro en donde gobernó de modo desacertado, por lo que al cabo de varios años se le destituyó, por lo cual, en agosto de 1529 tuvo que abandonar su cargo para retornar a su ciudad natal en Europa.

## Tesorero de la provincia de Nicaragua y deceso

### Nombramiento en Centroamérica
Posteriormente volvió a ser enviado a Centroamérica para ocupar el cargo de tesorero de la provincia de Nicaragua desde 1534 hasta 1541 y más tarde marchó hacia Sudamérica. 

### Viaje al Perú y participación de la guerra civil
En el Perú sirvió en las guerras civiles entre conquistadores bajo las órdenes del marqués Francisco Pizarro, gobernador de Nueva Castilla. Fue uno de los primeros pobladores españoles de la ciudad de Cuzco y participó en las batallas de Chupas en 1542, junto a su sobrino Diego y al maestre de campo general Pedro Álvarez Holguín.
El 27 de octubre de 1547 participó en la batalla de Huarina, acontecida en la llanura altoperuana homónima cercana al lago Titicaca y perteneciente al Virreinato del Perú del Imperio español, siendo esta, su última actuación en América.

### Fallecimiento en Europa
El licenciado Pedro Gutiérrez de los Ríos y Aguayo regresó a Europa hacia 1548 y fallecería en noviembre de 1549 en la ciudad de Córdoba, capital del reino homónimo de los cuatro de Andalucía que formaba parte de la Corona de España.

## Matrimonios y descendencia
El señor Pedro Gutiérrez de los Ríos se unió dos veces en matrimonio:
- 1) - En primeras nupcias[1][1][13][20] se enlazó con su prima[13] Inés Gutiérrez de los Ríos y Venegas de Montemayor,[1][13][20] cuyos padres fueran Fernando Gutiérrez de los Ríos,[3] IV señor de Fernán Núñez,[3] y de Urraca Venegas de Solier,[3] y tuvieron por lo menos dos hijos:

- Elvira Gutiérrez de los Ríos y de los Ríos Venegas que se casó con Juan Fernández de Córdoba y Venegas (f. 1578), V señor de Zuheros, hijo de Alonso Fernández de Córdoba y Solier, IV señor de Zuheros, y de Mayor de Venegas.
- Diego Gutiérrez de los Ríos y de los Ríos Venegas (f. Flandes), IV señor de Las Ascalonias, que se casó con Isabel Alfonso de Montemayor —una hija de Alfonso Fernández de Montemayor (f. ca. 1450), señor de Montalbán, alcalde mayor perpetuo de Écija, caballero de la Orden de Santiago y un nieto paterno de su homónimo (f. Córdoba, 1390), y de su esposa Catalina Núñez de Guzmán, dama de la reina Isabel I de Castilla— para concebir a su sucesor Pedro Gutiérrez de los Ríos y Montemayor, V señor de Las Ascalonias, que se enlazaría con Leonor de Cabrera y Méndez de Sotomayor de quien hubo un hijo fallecido de niño. Diego perdería la vida combatiendo en la guerra de los Ochenta Años a favor del rey Felipe II de España.

- 2) - En segundas nupcias[3][21] se matrimonió con la viuda[21] Catalina Arias de Saavedra y Castillejo,[3][20][21] quien fuera hermana del obispo Martín Fernández de Angulo,[21] y a su vez ambos, hijos legítimos de Fernando Páez de Castillejo,[3][21] I señor de Castillejo[21] y veinticuatro de Córdoba,[3] y de su cónyuge Leonor de Angulo y Arias de Saavedra.[3][21] Catalina se había casado por primera vez[21] con Alfonso Fernández de Valenzuela,[21] señor de la villa de Valenzuela[21] y veinticuatro de Córdoba.[21] Fruto del enlace entre Pedro Gutiérrez de los Ríos y Catalina Arias de Saavedra hubo tres hijas[21] pero dos fallecieron siendo niñas,[21] sobreviviendo la mayor con la que pasaron a la América española:[21]

- Leonor Gutiérrez de los Ríos y Angulo, II señora de Castillejo, que se unió en matrimonio en España con Arias de Acevedo (f. antes de 1554), señor de la Casa de Acevedo en Córdoba, quien fuera hijo de Pedro de Acevedo, corregidor de Badajoz. Pasaron a Indias en donde su esposo compró haciendas y se transformó en un rico comerciante y regidor de Panamá, en Castilla del Oro, y luego del Cuzco, en el nuevo gran Virreinato del Perú. Ambos eran los ancestros de los marqueses de la Puebla.